# Lijst van presidenten van Oezbekistan
Hieronder staat een chronologische lijst van presidenten van Oezbekistan.

## Presidenten van Oezbekistan (1990-heden)
| Nr. | President     | President                   | Ambtstermijn                        | Partij  | Partij | Verkiezing |
| --- | ------------- | --------------------------- | ----------------------------------- | ------- | ------ | ---------- |
| 1   |               | Islom Karimov (1938-2016)   | 24 maart 1990 - 2 september 2016    | O'ZKP   |        | 1990       |
| 1   | O'ZXDP        | Islom Karimov (1938-2016)   | 24 maart 1990 - 2 september 2016    |         | 1991   |            |
| 1   | O'ZXDP        | Islom Karimov (1938-2016)   | 24 maart 1990 - 2 september 2016    | 1995    |        |            |
| 1   | O'ZXDP        | Islom Karimov (1938-2016)   | 24 maart 1990 - 2 september 2016    | 2000    |        |            |
| 1   | O'ZXDP        | Islom Karimov (1938-2016)   | 24 maart 1990 - 2 september 2016    | 2002    |        |            |
| 1   | O'ZLIDEP      | Islom Karimov (1938-2016)   | 24 maart 1990 - 2 september 2016    |         | 2007   |            |
| 1   | O'ZLIDEP      | Islom Karimov (1938-2016)   | 24 maart 1990 - 2 september 2016    | 2015    |        |            |
| -   |               | Nigmatilla Yuldashev (1962) | 2 september 2016 - 8 september 2016 | O'ZMTDP |        |            |
| -   |               | Sjavkat Mirzijojev (1957)   | 8 september 2016 - heden            | O'ZMTDP |        |            |
| 2   | O'ZLIDEP      | Sjavkat Mirzijojev (1957)   | 8 september 2016 - heden            |         | 2016   |            |
| 2   | O'ZLIDEP      | Sjavkat Mirzijojev (1957)   | 8 september 2016 - heden            | 2021    |        |            |
| 2   | Onafhankelijk | Sjavkat Mirzijojev (1957)   | 8 september 2016 - heden            |         | 2023   |            |